# Droga wojewódzka nr 793
Droga wojewódzka nr 793 (DW793) – droga wojewódzka o długości 47,3 km łącząca Siewierz ze Świętą Anną, przebiegająca przez Myszków, Żarki, Złoty Potok, Janów i Przyrów. 
Na odcinku Żarki-Janów droga przecina Park Krajobrazowy Orlich Gniazd.